# INSTAL (CP/J)
INSTAL – polecenie nierezydentne systemu CP/J, zlecające instalację i konfigurację konkretnej sieci lokalnej o nazwie JUNET, pracującej pod kontrolą systemu CP/J.
Dyrektywa ta ma następującą postać:
INSTAL
Wydanie tego zlecenia powinno nastąpić po fizycznym zmontowaniu sieci, przed rozpoczęciem pracy sieciowej. Przy kolejnych uruchomieniach zbędne jest ponowne wydawanie tego polecenia, chyba że konieczna jest zmiana konfiguracji sieci. Ustawienia sieciowe podane podczas konwersacji użytkownika z programem INSTAL pamiętane są w pliku CONFIG.NET. Przy kolejnych uruchomieniach systemu w trybie sieciowym, zlecenie JUNET rozsyłania i nadzorowania pracy sieciowej systemu CP/J, korzysta z zapisanych w tym pliku informacji, dlatego zmiana fizyczna w strukturze sieci, spowoduje wystąpienie błędów w działaniu systemu, o ile nie nastąpi aktualizacja tego pliku zleceniem INSTAL.
Użytkownik (w tym przypadku operator komputera nauczycielskiego, sterującego pracą sieci), dokonując konfiguracji sieci, odpowiada na pytania (komunikaty w języku polskim) zadawane przez program. Podać należy dla każdego użytkownika jego numer oraz adres sieciowy. Brak danego użytkownika specyfikuje się cyfrą zero. Wpisanie litery K w miejsce numeru użytkownika kończy działanie programu.